# Oost-Timor
De Democratische Republiek Oost-Timor of Timor-Leste (Tetun: Timór Lorosa'e; Portugees: Timor-Leste) is een land in Zuidoost-Azië. Het land bestaat uit de oostelijke helft van het eiland Timor, de eilanden Atauro en Jaco, en Oecusse, een politieke exclave van Oost-Timor, aan de westelijke zijde van het eiland, omsloten door West-Timor. West-Timor behoort tot Indonesië.
Vóór de erkenning van onafhankelijkheid op 20 mei 2002 was Oost-Timor 24 jaar lang met harde hand bezet door Indonesië. Toen Oost-Timor in 2002 lid werd van de Verenigde Naties, koos het voor zijn Portugese naam Timor-Leste.
Etymologisch gezien is de naam Timor voor het hele eiland een verbastering van het Maleise timur dat "oost" betekent. De Indonesische naam voor Oost-Timor, Timor Timur, betekent letterlijk het "oostelijke oosten". Deze naam wordt in Indonesië vaak weergegeven met het porte-manteauwoord Timtim.

## Gemeenten
Oost-Timor is verdeeld in 13 gemeenten die op hun beurt weer zijn verdeeld in postos administrativos. De gemeenten zijn: Lautém, Baucau, Viqueque, Manatuto, Dili, Aileu, Manufahi, Liquiçá, Ermera, Ainaro, Bobonaro, Cova Lima en Oecusse.

## Taal
De bestuurstalen van Oost-Timor zijn Portugees en Tetun.
In het oostelijk deel van Oost-Timor is het Fataluku de algemene omgangstaal geworden. Elke groep heeft daarnaast nog een andere taal. In bepaalde dorpen wordt het Makoewa gesproken. Deze heel andere taal is in het dorp Mehara in kaart gebracht door onderzoeker Van Engelenhoven van de Universiteit Leiden.

## Economie
Oost-Timor heeft ook op economisch gebied zwaar te lijden gehad onder de onafhankelijkheidsstrijd. Oost-Timor is met een BBP per hoofd van de bevolking van 400 dollar een van de armste landen ter wereld. De werkloosheid zou er 50% bedragen. De oliebronnen voor de kust van Oost-Timor bieden echter perspectief op meer welvaart in de toekomst. Over de oliewinning zijn afspraken gemaakt met Australië.
Tegen het einde van 1999 is ongeveer 70% van de economische infrastructuur van Oost-Timor vernield door de Indonesische troepen en anti-onafhankelijkheidsmilities, zodat meer dan 300.000 mensen westwaarts vluchtten. De volgende drie jaren werd een groot internationaal programma in gang gezet, met ongeveer 5.000 man vredestroepen (8.000 top) en 1.300 politieagenten, die voor zowel de reconstructie van stedelijke gebieden als de plattelandsgebieden moesten zorgen.
Sinds het einde van 2005 zijn alle vluchtelingen teruggekeerd of verhuisd naar Indonesië.
Het land staat voor grote uitdagingen in het voortzetten van het herbouwen van de infrastructuur, het versterken van het jonge burgerlijke beleid, en banen creëren voor jonge mensen. De ontwikkeling van olie- en gaswinning in nabijgelegen wateren is begonnen en mede door de hoge olieprijzen gaat dit voorspoedig. Omdat er geen productiefaciliteiten in Timor zijn, levert dit echter weinig banen op. Het gas gaat door buizen naar Australië, waar het verder verwerkt wordt.
De uitbraak halverwege 2006 van geweld en burgerlijke onrust zorgde ervoor dat de economische activiteiten weer afnamen. Mede daardoor wordt de echte non-olie groei van het BBP in 2006 negatief ingeschat. Veel van de vredestroepen zijn vervangen door VN-agenten/-soldaten. Australië heeft na de aanslagen op de president en minister-president van Oost-Timor in 2008 nieuwe troepen gestuurd.

## Politiek
De huidige president van Oost-Timor is José Ramos-Horta, die in mei 2022 aantrad nadat hij bij de verkiezingen zijn voorganger Francisco Guterres had verslagen. Ramos-Horta bekleedde het presidentschap al eerder tussen 2007 en 2012. In 1996 ontving hij samen met landgenoot en bisschop Carlos Belo de Nobelprijs voor de Vrede.
De premier van Oost-Timor is sinds juli 2023 Xanana Gusmão. Hij was eerder ook al premier (2007–2015) en president (2002–2007).